# Dirka po Italiji 1949
Dirka po Italiji 1949 (italijansko Giro d'Italia 1949) je 32. izvedba dirke po Italiji, tritedenske moške cestne kolesarske etapne dirke. Začela se je 21. maja v Palermu in končala 12. junija v Monzi. Sodelovalo je 105 kolesarjev iz 15-ih ekip. Rožnato majico je tretjič osvojil Fausto Coppi (Bianchi–Ursus), drugo mesto Gino Bartali (Bartali), tretje pa Giordano Cottur (Wilier Triestina).

## Ekipe
- Arbos
- Atala
- Bartali
- Benotto
- Bianchi–Ursus
- Bottecchia
- Cimatti
- Edelweiss
- Fiorelli
- Fréjus–Pirelli
- Ganna–Ursus
- Legnano–Pirelli
- Stucchi
- Viscontea
- Wilier Triestina

## Etape
| Etapa | Datum     | Štart/Cilj                   | Razdalja | Tip     | Tip                  | Zmagovalec               |         |
| ----- | --------- | ---------------------------- | -------- | ------- | -------------------- | ------------------------ | ------- |
| 1     | 21. maj   | Palermo – Catania            | 261km    |         | gorska etapa         | Mario Fazio (ITA)        |         |
| 2     | 22. maj   | Catania – Messina            | 163 km   |         | ravninska etapa      | Sergio Maggini (ITA)     |         |
| 3     | 23. maj   | Villa San Giovanni – Cosenza | 214 km   |         | gorska etapa         | Guido De Santi (ITA)     |         |
| 4     | 24. maj   | Cosenza – Salerno            | 292 km   |         | ravninska etapa      | Fausto Coppi (ITA)       |         |
| 5     | 26. maj   | Salerno – Neapelj            | 161 km   |         | ravninska etapa      | Serafino Biagioni (ITA)  |         |
| 6     | 27. maj   | Neapelj – Rim                | 233 km   |         | ravninska etapa      | Mario Ricci (ITA)        |         |
| 7     | 28. maj   | Rim – Pesaro                 | 298 km   |         | ravninska etapa      | Adolfo Leoni (ITA)       |         |
| 8     | 29. maj   | Pesaro – Benetke             | 273 km   |         | ravninska etapa      | Luigi Casola (ITA)       |         |
| 9     | 31. maj   | Benetke – Videm              | 249 km   |         | ravninska etapa      | Adolfo Leoni (ITA)       |         |
| 10    | 1. junij  | Videm – Bassano del Grappa   | 154 km   |         | ravninska etapa      | Giovanni Corrieri (ITA)  |         |
| 11    | 2. junij  | Bassano del Grappa – Bolzano | 237 km   |         | gorska etapa         | Fausto Coppi (ITA)       |         |
| 12    | 4. junij  | Bolzano – Modena             | 253 km   |         | ravninska etapa      | Oreste Conte (ITA)       |         |
| 13    | 5. junij  | Modena – Montecatini Terme   | 160 km   |         | gorska etapa         | Adolfo Leoni (ITA)       |         |
| 14    | 6. junij  | Montecatini Terme – Genova   | 228 km   |         | gorska etapa         | Vincenzo Rossello (ITA)  |         |
| 15    | 7. junij  | Genova – Sanremo             | 136 km   |         | ravninska etapa      | Luciano Maggini (ITA)    |         |
| 16    | 9. junij  | Sanremo – Cuneo              | 190 km   |         | gorska etapa         | Oreste Conte (ITA)       |         |
| 17    | 10. junij | Cuneo – Pinerolo             | 254 km   |         | gorska etapa         | Fausto Coppi (ITA)       |         |
| 18    | 11. junij | Pinerolo – Torino            | 65 km    |         | posamični kronometer | Antonio Bevilacqua (ITA) |         |
| 19    | 12. junij | Torino – Monza               | 267 km   |         | gorska etapa         | Giovanni Corrieri (ITA)  |         |
|       | Skupaj    | Skupaj                       | 4088 km  | 4088 km | 4088 km              | 4088 km                  | 4088 km |

## Razvrstitev po klasifikacijah
| Etapa  | Zmagovalec         | Rožnata majica · | Najboljši neodvisni kolesar · | Gorski seštevek           | Črna majica (zadnji) · | Ekipno           |
| ------ | ------------------ | ---------------- | ----------------------------- | ------------------------- | ---------------------- | ---------------- |
| 1      | Mario Fazio        | Mario Fazio      | Mario Fazio                   | Mario Fazio               | ?                      | ?                |
| 2      | Sergio Maggini     | Giordano Cottur  | Andrea Carrea                 | Mario Fazio               | Sante Carollo          | ?                |
| 3      | Guido De Santi     | Giordano Cottur  | Andrea Carrea                 | Mario Fazio & Léon Jomaux | Sante Carollo          | ?                |
| 4      | Fausto Coppi       | Giordano Cottur  | Mario Fazio                   | Mario Fazio & Léon Jomaux | Vitaliano Lazzerini    | Wilier Triestina |
| 5      | Serafino Biagioni  | Giordano Cottur  | Mario Fazio                   | Mario Fazio & Léon Jomaux | Vitaliano Lazzerini    | Wilier Triestina |
| 6      | Mario Ricci        | Giordano Cottur  | Mario Fazio                   | Mario Fazio & Léon Jomaux | Vitaliano Lazzerini    |                  |
| 7      | Adolfo Leoni       | Mario Fazio      | Mario Fazio                   | Mario Fazio & Léon Jomaux | Vitaliano Lazzerini    |                  |
| 8      | Luigi Casola       | Mario Fazio      | Mario Fazio                   | Mario Fazio & Léon Jomaux | Marcel Buysse          |                  |
| 9      | Adolfo Leoni       | Adolfo Leoni     | Mario Fazio                   | Mario Fazio & Léon Jomaux | Sante Carollo          |                  |
| 10     | Giovanni Corrieri  | Adolfo Leoni     | Mario Fazio                   | Mario Fazio & Léon Jomaux | Marcel Buysse          |                  |
| 11     | Fausto Coppi       | Adolfo Leoni     | Giancarlo Astrua              | Fausto Coppi              | Sante Carollo          |                  |
| 12     | Oreste Conte       | Adolfo Leoni     | Giancarlo Astrua              | Fausto Coppi              | Sante Carollo          |                  |
| 13     | Adolfo Leoni       | Adolfo Leoni     | Giancarlo Astrua              | Fausto Coppi              | Sante Carollo          |                  |
| 14     | Vincenzo Rossello  | Adolfo Leoni     | Giancarlo Astrua              | Fausto Coppi              | Sante Carollo          |                  |
| 15     | Luciano Maggini    | Adolfo Leoni     | Giancarlo Astrua              | Fausto Coppi              | Sante Carollo          |                  |
| 16     | Oreste Conte       | Adolfo Leoni     | Giancarlo Astrua              | Fausto Coppi              | Sante Carollo          |                  |
| 17     | Fausto Coppi       | Fausto Coppi     | Giancarlo Astrua              | Fausto Coppi              | Sante Carollo          |                  |
| 18     | Antonio Bevilacqua | Fausto Coppi     | Giancarlo Astrua              | Fausto Coppi              | Sante Carollo          |                  |
| 19     | Giovanni Corrieri  | Fausto Coppi     | Giancarlo Astrua              | Fausto Coppi              | Sante Carollo          |                  |
| Skupaj | Skupaj             | Fausto Coppi     | Giancarlo Astrua              | Fausto Coppi              | Sante Carollo          | Wilier Triestina |

## Končna razvrstitev
| Legenda | Legenda                                  | Legenda | Legenda                                                   |
| ------- | ---------------------------------------- | ------- | --------------------------------------------------------- |
|         | Predstavlja vodilnega v skupnem seštevku |         | Predstavlja vodilnega v razvrstitvi neodvisnih kolesarjev |

### Rožnata majica
| Poz. | Kolesar                 | Ekipa            | Čas          |
| ---- | ----------------------- | ---------------- | ------------ |
| 1    | Fausto Coppi (ITA)      | Bianchi–Ursus    | 125h 25' 50" |
| 2    | Gino Bartali (ITA)      | Bartali          | + 23' 47"    |
| 3    | Giordano Cottur (ITA)   | Wilier Triestina | + 38' 27"    |
| 4    | Adolfo Leoni (ITA)      | Legnano–Pirelli  | + 39' 01"    |
| 5    | Giancarlo Astrua (ITA)  | Benotto          | + 39' 50"    |
| 6    | Alfredo Martini (ITA)   | Wilier Triestina | + 48' 48"    |
| 7    | Giulio Bresci (ITA)     | Wilier Triestina | + 49' 14"    |
| 8    | Serafino Biagioni (ITA) | Viscontea        | + 53' 14"    |
| 9    | Nedo Logli (ITA)        | Arbos            | + 56' 59"    |
| 10   | Silvio Pedroni (ITA)    | Fréjus–Pirelli   | + 1h 02' 10" |

### Neodvisni kolesarji
| Poz. | Kolesar                 | Ekipa          | Čas          |
| ---- | ----------------------- | -------------- | ------------ |
| 1    | Giancarlo Astrua (ITA)  | Benotto        | 126h 05' 40" |
| 2    | Serafino Biagioni (ITA) | Viscontea      | + 13' 24"    |
| 3    | Silvio Pedroni (ITA)    | Fréjus–Pirelli | + 22' 20"    |
| 4    | Mario Fazio (ITA)       | Bottecchia     | + 26' 20"    |
| 5    | Settimo Simonini (ITA)  | Fréjus–Pirelli | + 34' 23"    |

### Gorski seštevek
| Poz. | Kolesar                | Ekipa         | Točke |
| ---- | ---------------------- | ------------- | ----- |
| 1    | Fausto Coppi (ITA)     | Bianchi–Ursus | 46    |
| 2    | Gino Bartali (ITA)     | Bartali       | 41    |
| 3    | Alfredo Pasotti (ITA)  | Benotto       | 23    |
| 4    | Giancarlo Astrua (ITA) | Benotto       | 14    |
| 5    | Léon Jomaux (FRA)      | Bartali       | 12    |

### Ekipna razvrstitev
| Poz. | Ekipa            | Točke |
| ---- | ---------------- | ----- |
| 1    | Wilier Triestina | ?     |

### Vmesni šprinti
| Poz. | Kolesar                  | Ekipa           | Točke |
| ---- | ------------------------ | --------------- | ----- |
| 1    | Oreste Conte (ITA)       | Bianchi–Ursus   | 21    |
| 2    | Antonio Bevilacqua (ITA) | Atala           | 19    |
| 3    | Adolfo Leoni (ITA)       | Legnano–Pirelli | 13    |